# Présumé Coupable (film, 2009)
Pour les articles homonymes, voir Présumé Coupable et Beyond a Reasonable Doubt.
Pour plus de détails, voir Fiche technique et Distribution.
Présumé Coupable ou Contre tout doute raisonnable au Québec (Beyond a Reasonable Doubt) est un film américano-saoudien réalisé par Peter Hyams et sorti en 2009. Il s'agit du remake de L'Invraisemblable Vérité (1956) réalisé par Fritz Lang.

## Synopsis
À Shreveport en Louisiane, Mark Hunter est un procureur de district connu pour sa sévérité et son efficacité. Il se présente au poste convoité de gouverneur aux prochaines élections. C. J. Nicholas est un jeune et ambitieux journaliste ayant bâti sa carrière sur un documentaire primé parlant d'une adolescente enceinte et prostituée. En enquêtant sur Mark Hunter, C. J. découvre que le procureur dissimule quelques secrets inavouables notamment de la corruption. Pour le faire tomber, C. J. se fait passer pour le principal suspect d’un meurtre. Quand il découvre les manœuvres du jeune homme, le procureur s’arrange pour faire disparaître les preuves de son innocence.

## Fiche technique
Sauf indication contraire, les informations mentionnées dans cette section peuvent être confirmées par la base de données cinématographiques IMDb,  présente dans la section « Liens externes ».
- Titre français : Présumé coupable
- Titre québécois : Contre tout doute raisonnable
- Titre original : Beyond a Reasonable Doubt
- Réalisation : Peter Hyams
- Scénario : Peter Hyams, d'après le scénario original de L'Invraisemblable Vérité de Douglas Morrow
- Musique : David Shire
- Photographie : Peter Hyams
- Montage : Jeff Gullo
- Production : Mark Damon, Limor Diamant, Moshe Diamant (en) et Ted Hartley
- Sociétés de production : Foresight Unlimited, RKO Pictures, Aramid Entertainment Fund et Signature Pictures, avec la participation du gouvernement d'Arabie Saoudite
- Société de distribution : Anchor Bay Entertainment (États-Unis), CTV (France, vidéo)
- Budget : 25 millions de $
- Pays de production :  États-Unis,  Arabie saoudite
- Langue originale : anglais
- Format : couleur - 35 mm - 1,85:1 - son Dolby Digital
- Genre : thriller, crime
- Durée : 106 minutes
- Dates de sortie : 
  - États-Unis : 10 juillet 2009
  - France : 6 octobre 2010 (directement en DVD[1])

## Distribution
- Michael Douglas (VF : Patrick Floersheim) : Mark Hunter
- Jesse Metcalfe (VF : Damien Ferrette) : C. J. Nicholas
- Amber Tamblyn (VF : Alexandra Garijo) : Ella Crystal
- Orlando Jones (VF : Frantz Confiac) : Ben Nickerson
- Joel David Moore (VF : Fabien Jacquelin) : Corey Finley
- Lawrence P. Beron : le lieutenant Merchant
- Sewell Whitney (VF : Guy Chapellier) : Martin Weldon
- David Jensen (VF : Gabriel Le Doze) : Gary Spota
- Sharon K. London (VF : Martine Meiraghe) : La juge Sheppard
- Wallace Merck (VF : Vincent Grass) : Gilbert Romans
- Robert Larriviere (VF : Éric Chevalier) : Kevin Tarlow

## Production
Le tournage a lieu en Louisiane (Shreveport, Benton) ainsi qu'à Winnipeg au Canada.